# StopHam
StopHam (ryska: СтопХам, Stop Cham), är en ideell förening som vill bekämpa brott mot trafikreglerna och nedsättande attityd till andra trafikanter, huvudsakligen brott mot parkeringsregler, men också andra typer av trafikförseelser. Föreningen skapades av ungdomsföreningen "Nasji" som en del av projekten "Nasji -2.0" och "Stal". Sedan 2012 har projektet omvandlats till en oberoende rysk offentligrättslig förening, som inte bara har medlemmar i många städer i Ryssland, men också i länder som Ukraina och Moldavien. All verksamhet filmas och läggs ut på föreningens officiella kanal på Youtube

## Idén om projektet
Projektet grundades 2010, som ett av de federala projekten av ungdomsrörelsen "Nasji", som "Stal" och "Nasji -2.0" under ledning av organisationsföreträdaren Dmitri Tjugunov. Projektet lanserades första gången i juli 2010 på forumet "Seliger", och fick ett muntligt godkännande av dåvarande inrikesministern Rajiid Nurgalijev.
Föreningens primära mål är att bekämpa de som bryter mot trafikreglerna och har en nedsättande attityd till andra trafikanter, till exempel: parkerar fel, ockuperar stadens mark för parkering, kör på trottoarerna och så vidare. Deltagarna letar vanligtvis efter felaktigt parkerade bilar som är mest störande för antingen andra bilister, eller gående, och sedan försöker de övertala föraren att parkera på rätt plats, eller åka bort. Vid vägran från förarens sida att parkera om bilen, eller frånvarande förare så klistrar de fast ett klistermärke på vindrutan i bilen på passagerarsidan med texten: "Jag bryr mig inte alls om någon, jag parkerar där jag vill". I sådana fall brukar bilisterna ofta förolämpa aktivisterna i form av ovårdat språk samt hot eller slagsmål.
31 maj 2014, valdes projektledaren för "StopHam" Dmitrij Tjugunov till medlem av den 5:e offentliga kammaren för "utveckling av social kontroll" med 21 883 röster som han fick i en internetomröstning.

## Konflikter

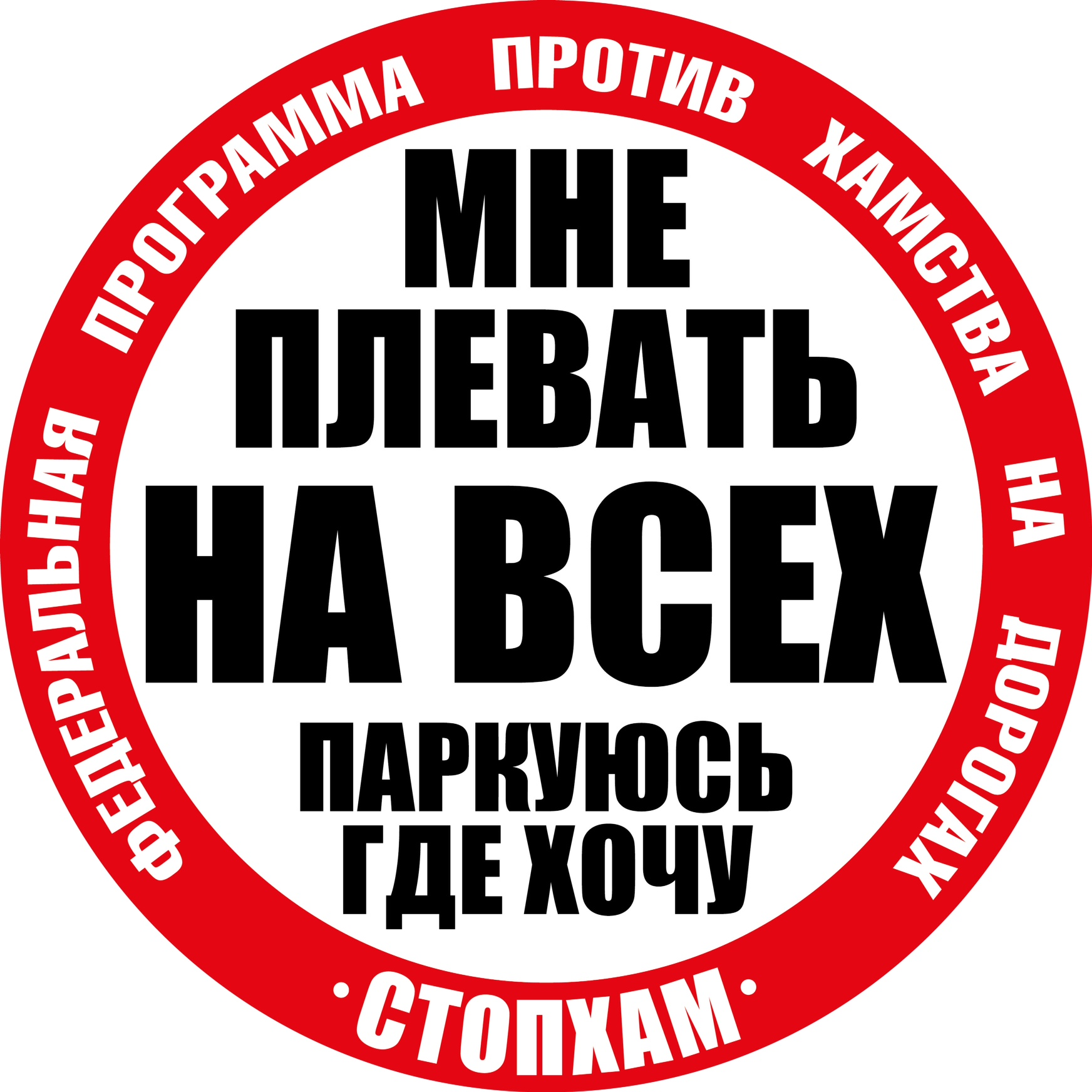
Klistermärket som används av "StopHam" aktivisterna

- I april 2012 blev projektet känt tack vare konflikten som uppstod vid köpcentret "Jevropejskij" i Moskva, som besöktes av Madina Mingaeva, hustru till Tamerlan Mingaev, dåvarande ryska presidentens vice sändebud i Tjetjenien, som parkerade sin bil på fel ställe. Efter att hon vägrade parkera om bilen kallade hon på sin son. Detta ledde till ytterligare eskalering av konflikten mellan de två sidorna, och konflikten slutade med slagsmål. Trots att Madina och hennes son hotade aktivisterna och försökte ta deras kameror hamnade ändå videon med konflikten på organisationens konto på Youtube, och hade redan i april 2014 fått mer än sju miljoner visningar. Strax efter blev ett brottmål öppnat[7], vilket ledde till att Tjetjeniens president Ramzan Kadyrov meddelade att Mingaev fått sparken på grund av det oacceptabla beteendet av Mingaevs fru. Men Kadyrov fördömde också aktivisternas handlingar, då han ansåg dem vara "provocerande".

- I april 2013, blockerade aktivisterna bilen till en person vid juridiska avdelningen av centrala valkommissionen i Ryssland, 24-åriga Margaret Arakelian då hon försökte parkera på ett övergångsställe. Efter en rad tillsägelser från aktivisternas sida började Arakelian till slut åka mot aktivisterna, och var nära att köra på en av dem. Därefter kom hon ut ur bilen och påstod att hon har rätt att parkera på övergångsstället eftersom hon är en statstjänsteman. Samtidigt hotade hon aktivisterna och sa att de kommer "att få problem" ifall videon hamnar på internet. Men videon publicerades ändå, och uppmärksammades av media. Efter det bad ordförande för centrala valkommissionen Vladimir Tjurov om ursäkt för Arakelians uppförande[8].

## TV
27 augusti 2012 startade en dokumentärserie på kanalen "TV Tsentr" som hette "Gorodskije vojny". Skaparna av serien undersökte vilka trafikrelaterade problem och konflikter som fanns i huvudstaden, och försökte lösa dem..

## Finansiering
2013 fick "StopHam" 4 miljoner rubel av ryska staten till sin verksamhet i enighet med ett president-anslag. Men en av de viktigaste inkomstkällorna är fortfarande intäkterna från Youtube.